# Giampiero Albertini
Pour les articles homonymes, voir Albertini.
Giampiero Albertini  est un acteur italien, né le 20 décembre 1927 à Muggiò et mort le 14 mai 1991 à Monte Mario, est un acteur de voix et personnalité de la télévision .

## Biographie
Né à Muggiò, Albertini commence sa carrière comme acteur de théâtre au Piccolo Teatro de Milan, sous la direction de Giorgio Strehler,. En 1962, il  fait ses débuts au cinéma avec Dino Risi dans La Marche sur Rome, puis  travaille avec, entre autres, Mario Monicelli, Luigi Comencini, Carlo Lizzani, Francesco Rosi, Gillo Pontecorvo, Nanni Loy. Albertini est également actif dans les films poliziotteschi et giallo, dans lesquels il est parfois crédité comme Al Albert.
Comme acteur de voix, il est surtout connu comme doublage de la voix en italien de  Peter Falk dans Columbo.
Il meurt à 63 ans à Monte Mario, à Rome, victime d'une crise cardiaque.

## Filmographie partielle
- 1962 : La Marche sur Rome (La Marcia su Roma) de  Dino Risi
- 1963 : Les Camarades  (I Compagni) de Mario Monicelli
- 1964 : La Vie aigre  ( La vita agra) de Carlo Lizzani
- 1965 : Thrilling de Carlo Lizzani, Ettore Scola et Gian Luigi Polidoro
- 1965 : Sept Hommes en or (Sette uomini d'oro) de Marco Vicario
- 1965 : À l'italienne ( Made in Italy) de Nanni Loy
- 1967 : Jeux d'adultes (Il padre di famiglia) de Nanni Loy
- 1967 : Hold-up au centre nucléaire (L'assalto al centro nucleare) de Mario Caiano : Joe
- 1968 : La pecora nera de Luciano Salce
- 1968 : Une minute pour prier, une seconde pour mourir (Un minuto per pregare, un instante per morire) de Franco Giraldi
- 1968 : L'Enfer de la guerre (Commandos) d'Armando Crispino
- 1969 : Queimada de  Gillo Pontecorvo
- 1970 : Les Hommes contre (Uomini contro) de Francesco Rosi
- 1971 : Le Retour de Sabata de Gianfranco Parolini
- 1972 : A come Andromeda de Vittorio Cottafavi (mini-série télévisée)
- 1972 : Les Rendez-vous de Satan ( Perché quelle strane gocce di sangue sul corpo di Jennifer?) de Giuliano Carnimeo
- 1974 : Les Suspects de Michel Wyn
- 1974 : E cominciò il viaggio nella vertigine de Toni De Gregorio (it)
- 1975 : Un flic voit rouge (Mark il poliziotto) de Stelvio Massi
- 1975 : Zorro de Duccio Tessari
- 1975 : Flic Story de Jacques Deray.
- 1976 : Nina (A Matter of Time) de Vincente Minnelli
- 1976 : L'Année sainte de Jean Girault
- 1976 : Brigade spéciale (Roma a mano armata) de Umberto Lenzi
- 1976 :  Agent très spécial 44 (Mark colpisce ancora) de Stelvio Massi
- 1977 : Le Gang de Jacques Deray
- 1978 : Sam et Sally : Épisode Isabelita, réalisé par Jean Girault : (le commissaire Pozzo)